# Flaujac-Gare
Flaujac-Gare è un comune francese di 94 abitanti situato nel dipartimento del Lot nella regione dell'Occitania.

## Società

### Evoluzione demografica
Abitanti censiti